# Eudonia gracilineata
Eudonia gracilineata là một loài bướm đêm trong họ Crambidae.